# نظریه دورگه
نظریه دورگه یا هایبرید تئوری (به انگلیسی: Hybrid Theory) اولین و موفق‌ترین آلبوم گروه راک آمریکایی لینکین پارک می‌باشد. این آلبوم محصول ۲۴ اکتبر سال ۲۰۰۰ می‌باشد که توسط برادران وارنر تولید شد. هایبرید تئوری با فروش ۹٫۶ میلیون دلار فقط در آمریکا در سال ۲۰۰۹ و رسیدن به شماره دو در جدول بیلبورد ۲۰۰ به همراه رسیدن به بالاترین رتبه در جدول در سراسر دنیا به همراه دریافت کردن جوایز گوناگون یکی از بزرگترین موفقیت‌های لینکین پارک به‌شمار می‌آید. این آلبوم در سال ۲۰۰۹، ۲۴ میلیون نسخه در سراسر جهان به فروش رسانید که آن را به پرفروش‌ترین آلبوم لینکین پارک و دومین آلبوم پرفروش دهه بعد از بیتلز تاکنون تبدیل ساخت. همچنین این آلبوم توانسته رتبه ۲۶ را برای بهترین آلبوم‌های تمام زمان‌ها از آن خود کند.
نظریه دورگه در استودیوی ان‌آرجی در شمال هالیوود، کالیفرنیا ضبط شد که تهیه‌کننده آن دان گیلمور بود. متن آهنگ گاهی در مورد مشکلات دوران نوجوانی چستر بنینگتون شامل جدایی پدر و مادر، سوء استفاده از دارو و جنگ و جدال‌ها بیداد می‌کند. هایبرید تئوری نامش را از نام قدیمی باند گرفته‌است.
چهار تک‌آهنگ از آلبوم عرضه شدند: «یک قدم نزدیک‌تر»، «تکه‌کاغذ»، «خزیدن» و در پایان که آخرین‌شان توانست موفقیت بسیاری را برای آن‌ها به ارمغان بیاورد. در مراسم جایزه گرامی ۲۰۰۲، هایبرید تئوری برای بهترین آلبوم راک نامزد شد. این آلبوم همچنین در لیست ۱۰۰۱ آلبوم که شما باید پیش از مردن گوش کنید ثبت شد. آلبوم در بیلبورد ۲۰۰ برتر نیز رتبه آلبوم شماره ۱۱ برتر دهه را گرفت. نسخه مخصوصی از این آلبوم در ۱۱ مارس ۲۰۰۲، دو سال بعد از تاریخ صدور اصلی آن نشر شد.

## پیشینه
لینکین پارک در سال ۱۹۹۶ در لس‌آنجلس، کالیفرنیا شکل گرفت. راب بوردون به عنوان درامر، برد دلسون به عنوان گیتاریست، مایک شینودا به عنوان ام سی و خواننده و مارک ویکفیلد به عنوان خواننده که دوستی قدیمی و مستحکمی در دوران دبیرستان باهم داشتند پایه‌های اصلی گروه را ریختند. اندکی بعد دی جی جو هان که فارغ‌التحصیل هنرهای نمایشی بود و دیو فارل به عنوان نوازنده گیتار برقی به آنان ملحق شدند.
این گروه ابتدا با نام زرو (xero) به کار پرداخت. با وجود منابع و امکانات کم این گروه شروع به ضبط موسیقی در استودیوی موقت مایک پرداخت و بالاخره در سال ۱۹۹۷ اولین و تنها EP گروه با ۴ قطعه بنامهای، Rhinstone
Fuse,Reading my eyes,Stick´n moveمنتشر شد اما برای گروه موفقیتی در پی نداشت و ناامیدی و تنش به وجود آمده در گروه باعث جدایی مارک از گروه و همچنین پیوستن دیو فارل به گروه‌های دیگر مانند Tasty Snax شد.
البته آهنگ Rhinestone در آلبوم Hybrid Theory با نام Forgotten و با کمی تغییر منتشر شد.
پس از مدتی چستر بنینگتون توسط جف بلو، تهیه‌کننده در زمینه موسیقی، به گروه معرفی شد و اینبار نام گروه به هایبرید تئوری تغییر و گروه با سبکی جدید از ترکیب صداهای مایک و چستر شروع به فعالیت کرد.

## لیست ترانه‌ها
| شماره      | نام                  | نویسنده(ها)                         | مدت   |
| ---------- | -------------------- | ----------------------------------- | ----- |
| ۱.         | «تکه کاغذ»           | لینکین پارک                         | ۳:۰۴  |
| ۲.         | «یک قدم نزدیک‌تر»     | لینکین پارک، اسکات کوزیول           | ۲:۳۵  |
| ۳.         | «با تو»              | لینکین پارک، مایکل سیمپسن، جان کینگ | ۳:۲۳  |
| ۴.         | «نقاط توانایی»       | لینکین پارک، ویکفیلد                | ۳:۲۰  |
| ۵.         | «خزیدن»              | لینکین پارک، ویکفیلد                | ۳:۲۹  |
| ۶.         | «فرار کردن»          | لینکین پارک، ویکفیلد                | ۳:۰۳  |
| ۷.         | «بدست خودم»          | لینکین پارک                         | ۳:۰۹  |
| ۸.         | «در پایان»           | لینکین پارک، ویکفیلد                | ۳:۳۶  |
| ۹.         | «مکانی برای سر من»   | لینکین پارک، ویکفیلد، فارل          | ۳:۰۴  |
| ۱۰.        | «فراموش شده»         | لینکین پارک، ویکفیلد، فارل          | ۳:۱۴  |
| ۱۱.        | «درمان برای خارش»    | لینکین پارک                         | ۲:۳۷  |
| ۱۲.        | «مرا به دور میندازی» | لینکین پارک                         | ۳:۱۱  |
| مجموع مدت: | مجموع مدت:           | مجموع مدت:                          | ۳۷:۴۵ |

## افتخار
هایبرید تئوری علاوه بر انتقادهای مثبت و موفقیت‌های بسیاری که بدست آورد، در چندین لیست «باید و حتماً» (Must Have) نیز قرار گرفت:
| نشریه                    | کشور          | افتخار                                                | سال  | رتبه |
| ------------------------ | ------------- | ----------------------------------------------------- | ---- | ---- |
| ویلیج وویس               | United States | پاز اند جاپ                                           | ۲۰۰۱ | ۱۵۹  |
| کلاسیک راک               | بریتانیا      | ۱۰۰ برترین آلبوم‌های راک تمام زمان‌ها                   | ۲۰۰۵ | ۷۲   |
| تالار مشاهیر راک اند رول | آمریکا        | ۲۰۰ تعیین‌کننده                                        | ۲۰۰۷ | ۶۴   |
| اسلی جاکینس              | آمریکا        | ۱۰۰۱ آلبوم که شما باید پیش از مردن گوش کنید           | ۲۰۰۶ | *    |
| ریکارد کالکتر            | بریتانیا      | بهترین‌های ۲۰۰۱                                        | ۲۰۰۱ | *    |
| راک سوند                 | فرانسه        | Les 150 Albums De La Génération (برترین آلبوم‌های نسل) | ۲۰۰۶ | ۵۸   |

* در لیستی نامرتب مشخص شده‌اند

## رتبه در جدول‌ها

### آلبوم
| جدول (۲۰۰۱/۲۰۰۲)              | رتبه در جدول |
| ----------------------------- | ------------ |
| جدول آلبوم‌های استرالیا ARIA   | ۲            |
| جدول آلبوم‌های استرالیا        | ۲            |
| جدول آلبوم‌های بلژیک، فلمیش    | ۳            |
| جدول آلبوم‌های بلژیک، والون    | ۱۳           |
| جدول آلبوم‌های کانادا          | ۵            |
| جدول آلبوم‌های دانمارک         | ۴            |
| جدول آلبوم‌های دانمارک         | ۱۳           |
| جدول آلبوم‌های فرانسه          | ۱۷           |
| جدول آلبوم‌های فنلاند          | ۴            |
| جدول آلبوم‌های آلمان           | ۲            |
| جدول آلبوم‌های ایتالیا         | ۲            |
| جدول آلبوم‌های نیوزیلند        | ۱            |
| جدول آلبوم‌های نروژ            | ۵            |
| جدول آلبوم‌های سوئد            | ۴            |
| جدول آلبوم‌های سویس            | ۵            |
| جدول موسیقی آلبوم‌های بریتانیا | ۴            |
| "بیلبورد" ۲۰۰ برتر آمریکا     | ۲            |

### تک‌آهنگ‌ها
| سال  | آهنگ             | رتبه | رتبه    | رتبه     | رتبه | رتبه | رتبه | رتبه | رتبه | رتبه |
| سال  | آهنگ             | US   | US Mod. | US Main. | UK   | SWE  | NZ   | AUT  | FRA  | NLD  |
| ---- | ---------------- | ---- | ------- | -------- | ---- | ---- | ---- | ---- | ---- | ---- |
| ۲۰۰۰ | "یک قدم نزدیک‌تر" | ۷۵   | ۵       | ۴        | ۲۴   | ۴۶   | –    | ۳۸   | –    | ۵۷   |
| ۲۰۰۱ | "خزیدن"          | ۷۹   | ۴       | ۳        | ۱۶   | ۲۷   | ۳۷   | ۸    | –    | ۴۵   |
| ۲۰۰۱ | "تکه‌کاغذ"        | –    | ۳۲      | –        | ۱۴   | –    | –    | ۴۳   | –    | ۳۹   |
| ۲۰۰۱ | "در پایان"       | ۲    | ۱       | ۳        | ۸    | ۳    | ۱۰   | ۶    | ۴۰   | ۵    |

- خط فاصله (–) شامل کشورهایی است که این تک‌اهنگها را در جدول قرار نداده بودند.